# Polistes contrarius
Polistes contrarius är en getingart som beskrevs av Evelyn Cheesman 1951.
Polistes contrarius ingår i släktet pappersgetingar och familjen getingar. Inga underarter finns listade i Catalogue of Life.